# Dhalle
Dhalle även Ejido de Dongu är en ort och ejido i Mexiko, tillhörande kommunen Chapa de Mota i delstaten Mexiko, i den centrala delen av landet. Orten hade 179 invånare vid folkräkningen 2010.